# ERO Gerätebau
Die ERO GmbH ist ein deutscher Hersteller von Weinbau-Geräten und Maschinen für den Einsatz im Weinberg und stellt als einziger Hersteller in Deutschland Traubenvollernter her.

## Geschichte
ERO wurde 1965 vom Landwirt Heinz Erbach in Niederkumbd im Hunsrück gegründet. Mit dem „Laubkreisel“ wurde 1970 das erste Gerät für den Weinbau gebaut. 2006 wurde der Mitbewerber Binger Seilzug aus Bingen übernommen. 
2018 wurde für 20 Mio. Euro ein neues Werk mit Standort in Simmern gebaut. Hier werden auch die Produkte der früheren Binger Seilzug GmbH & Co. KG produziert. Das Unternehmen vertreibt seine Produkte unter den Markennamen ERO und BINGER.

## Firmengruppe
- ERO GmbH
- EMO Lasertec GmbH & Co. KG

2017 ist die Binger Seilzug GmbH & Co. KG in die ERO-Gerätebau GmbH angewachsen. Seit 1. April 2018 firmiert das Unternehmen als ERO GmbH. Die Produktlinien der Marken ERO und BINGER blieben erhalten. 

## Produkte
- Traubenvollernter zur mechanischen Traubenlese. Dies sind selbstfahrende Geräte, mit denen man innerhalb einer Stunde auf einer Fläche von bis zu einem Hektar Trauben lesen kann. Hierbei werden die Trauben durch ein Schüttelwerk mit einer Schüttelfrequenz von bis zu 10 Hertz von den Reben geschüttelt und über ein Fördersystem in den Traubentank transportiert. Während des Transports in den Traubentank wird das anfallende Laub mit bis zu vier Gebläsen entfernt.
- Laubschneider für den Schnitt der Reben im Frühjahr und Sommer, die an Traktoren angebaut werden und über keinen eigenen Antrieb verfügen.
- Drei verschiedene Entlaubungssysteme zum Entlauben der Rebzeilen im Frühjahr und Sommer. Der ERO-VITIpulse Combi wurde 2022 vom Deutschen Weinbauverband mit dem Innovationspreis in Silber ausgezeichnet.[4]
- Vorschneider für den Rückschnitt der Reben im Winter.
- Pfahlramme, als Anbaugerät für Traktoren